# Fiumefreddo Bruzio
Fiumefreddo Bruzio est une commune de la province de Cosenza dans la région Calabre en Italie.

## Administration
| Période                                  | Période | Identité | Étiquette | Qualité |
| ---------------------------------------- | ------- | -------- | --------- | ------- |
|                                          |         |          |           |         |
| Les données manquantes sont à compléter. |         |          |           |         |

### Hameaux
Marina, Regio, Scornavacca, San Biase

### Communes limitrophes
Amantea, Paola, Cerisano, Falconara Albanese, Longobardi, Mendicino